# Manonville
Ne doit pas être confondu avec Manonviller.
Manonville est une commune française située dans le département de Meurthe-et-Moselle, en région Grand Est.

## Géographie

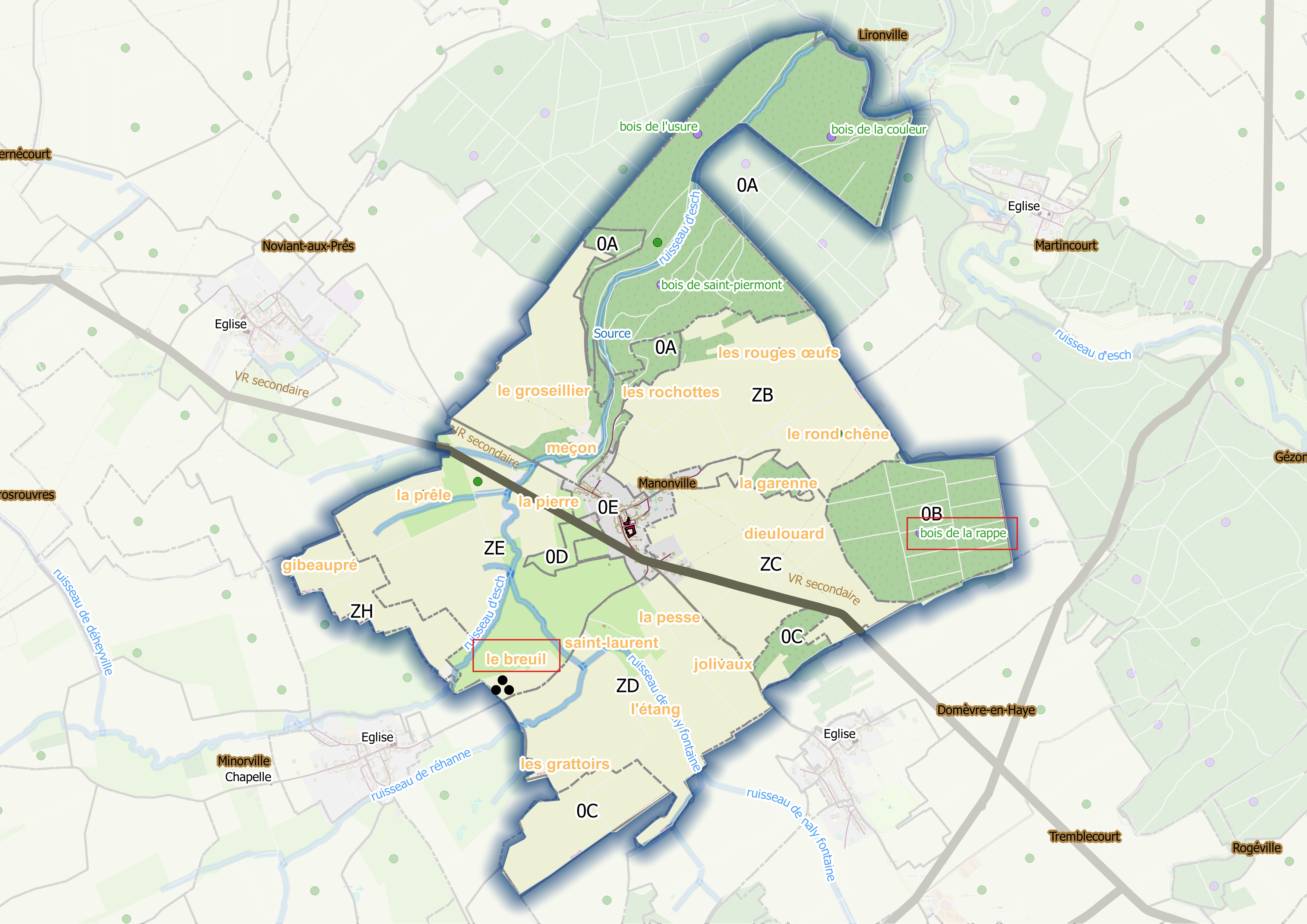

Ce village est situé sur la route départementale n° 4 de Nancy à Verdun, à 32 kilomètres environ de Nancy et de Saint-Mihiel. Il s'étend sur les dernières ondulations de cette contrée montagneuse appelée la Haye, qui viennent mourir contre la plaine de Woëvre. Au nord-ouest, dans un vallon très encaissé, coule le ruisseau d'Esch(e) qui reçoit la Réhanne. Le territoire est également arrosé par le ruisseau de Naly-fontaine qui n'est pas recensé par le SANDRE.
D’après les données Corine land Cover, le ban communal de 950 hectares comprend en 2011, plus de 64 % de terres arables et de prairies, 29 % de forêt et seulement près de 3 % de zones urbanisées. (Fig. 1 ban communal).

### communes limitrophes
| Noviant-aux-Prés | Lironville | Martincourt     |
| Grosrouvre       | Manonville | Gézoncourt      |
| Minorville       |            | Domèvre-en-Haye |

### Hydrographie

#### Réseau hydrographique
La commune est dans le bassin versant du Rhin au sein du bassin Rhin-Meuse. Elle est drainée par le ruisseau d'Esche et le ruisseau la Rehanne,.
L'Esch, d'une longueur de 46 km, prend sa source dans la commune de Geville et se jette  dans la Moselle à Blénod-lès-Pont-à-Mousson, après avoir traversé 19 communes. 
Le Réhanne, d'une longueur de 10 km, prend sa source dans la commune de Royaumeix et se jette  dans l'Esch sur la commune, après avoir traversé trois communes. 

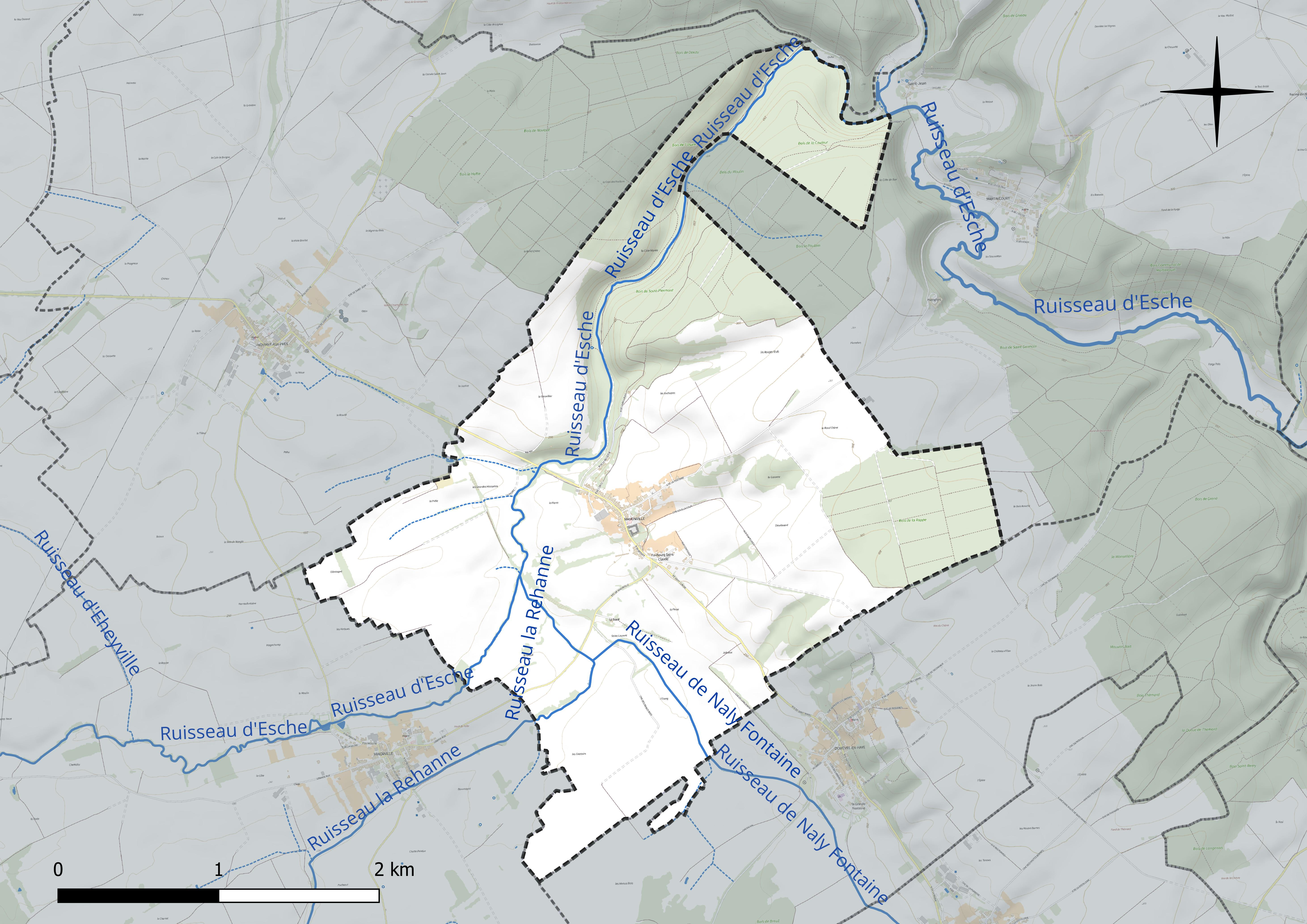
Réseau hydrographique de Manonville.

#### Gestion et qualité des eaux
Le territoire communal est couvert par le schéma d'aménagement et de gestion des eaux (SAGE) « Rupt de Mad, Esch, Trey ». Ce document de planification concerne les bassins versants du Rupt de Mad, de l’Esch et du Trey. Le périmètre a été arrêté le 2 juin 2014, la commission locale de l'eau (CLE) a été créée le 20 juin 2017, puis modifiée le 26 mars 20210. La structure porteuse de l'élaboration et de la mise en œuvre est le Parc naturel régional de Lorraine. 
La qualité des cours d’eau peut être consultée sur un site dédié géré par les agences de l’eau et l’Agence française pour la biodiversité. 

### Climat
Pour des articles plus généraux, voir Climat du Grand Est et Climat de Meurthe-et-Moselle.
En 2010, le climat de la commune est de type climat des marges montargnardes, selon une étude du Centre national de la recherche scientifique s'appuyant sur une série de données couvrant la période 1971-2000. En 2020, Météo-France publie une typologie des climats de la France métropolitaine dans laquelle la commune est dans une zone de transition entre le climat océanique altéré et le climat océanique altéré et est dans la région climatique  Lorraine, plateau de Langres, Morvan, caractérisée par un hiver rude (1,5 °C), des vents modérés et des brouillards fréquents en automne et hiver. 
Pour la période 1971-2000, la température annuelle moyenne est de 9,4 °C, avec une amplitude thermique annuelle de 16,5 °C. Le cumul annuel moyen de précipitations est de 833 mm, avec 12,2 jours de précipitations en janvier et 9,2 jours en juillet. Pour la période 1991-2020, la température moyenne annuelle observée sur la station météorologique de Météo-France la plus proche, « Nonsard », sur la commune de Nonsard-Lamarche à 16 km à vol d'oiseau, est de 10,7 °C et le cumul annuel moyen de précipitations est de 690,8 mm. 
La température maximale relevée sur cette station est de 40,1 °C, atteinte le 25 juillet 2019 ; la température minimale est de −17 °C, atteinte le 1er mars 2005,,. 
Les paramètres climatiques de la commune ont été estimés pour le milieu du siècle (2041-2070) selon différents scénarios d'émission de gaz à effet de serre à partir des nouvelles projections climatiques de référence DRIAS-2020. Ils sont consultables sur un site dédié publié par Météo-France en novembre 2022.

## Urbanisme

### Typologie
Au 1er janvier 2024, Manonville est catégorisée commune rurale à habitat dispersé, selon la nouvelle grille communale de densité à sept niveaux définie par l'Insee en 2022.
Elle est située hors unité urbaine. Par ailleurs la commune fait partie de l'aire d'attraction de Nancy, dont elle est une commune de la couronne,. Cette aire, qui regroupe 353 communes, est catégorisée dans les aires de 200 000 à moins de 700 000 habitants,.

### Occupation des sols
L'occupation des sols de la commune, telle qu'elle ressort de la base de données européenne d’occupation biophysique des sols Corine Land Cover (CLC), est marquée par l'importance des territoires agricoles (66,6 % en 2018), une proportion identique à celle de 1990 (66,6 %). La répartition détaillée en 2018 est la suivante : 
terres arables (52,7 %), forêts (25,7 %), prairies (12,5 %), milieux à végétation arbustive et/ou herbacée (4,9 %), zones urbanisées (2,7 %), zones agricoles hétérogènes (1,4 %). L'évolution de l’occupation des sols de la commune et de ses infrastructures peut être observée sur les différentes représentations cartographiques du territoire : la carte de Cassini (XVIIIe siècle), la carte d'état-major (1820-1866) et les cartes ou photos aériennes de l'IGN pour la période actuelle (1950 à aujourd'hui).

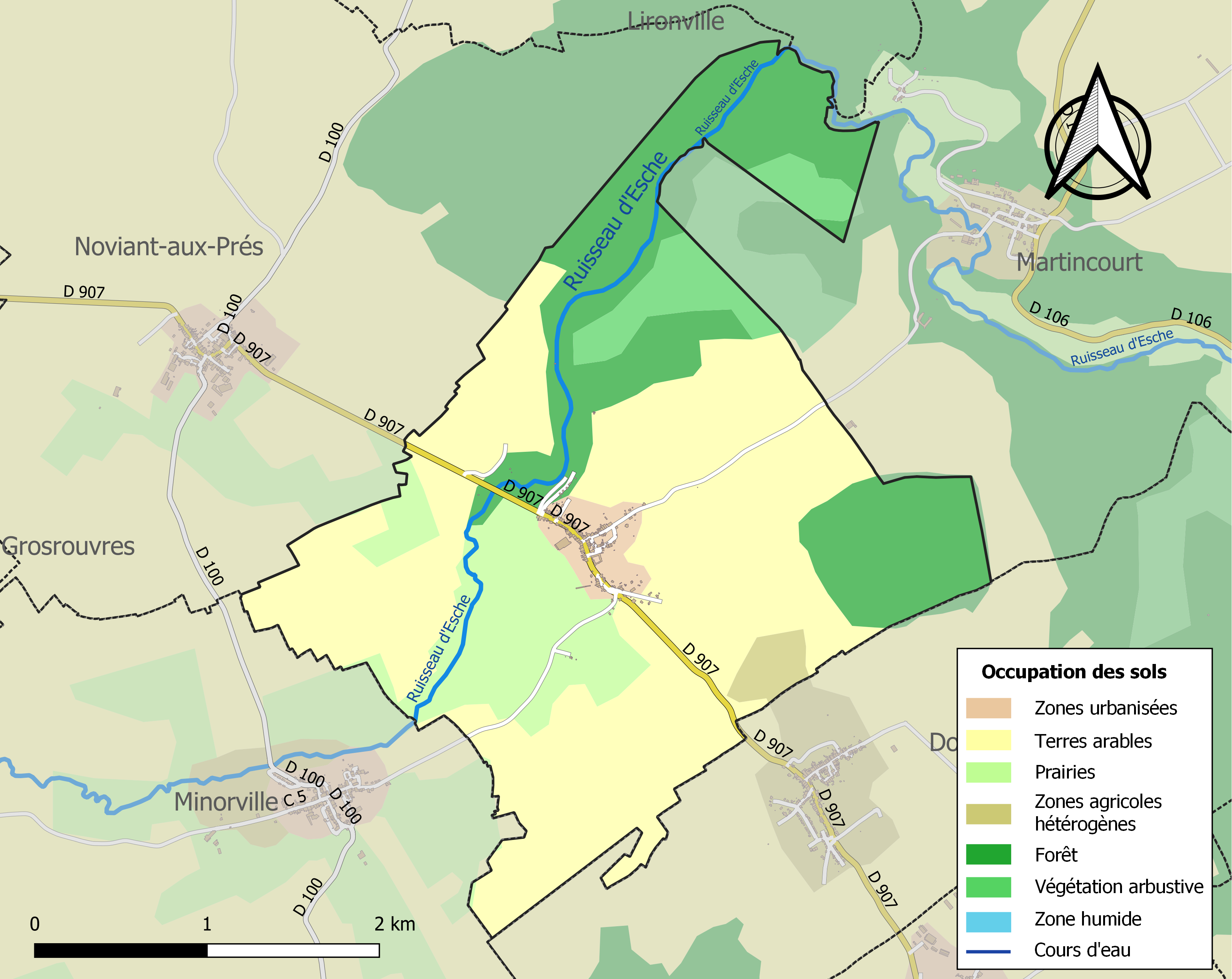
Carte des infrastructures et de l'occupation des sols de la commune en 2018 (CLC).

## Toponymie
Mannonis villa (977), Monoldi villa (sans date), Menovile (1262), Menonville (1275), Magnonvilla (1402) et Manonville-le-Chastel (1477), sont les différentes formes recensées dans le Dictionnaire topographique du département de la Meurthe.
Du nom propre germanique Manno, au cas régime, que l'on retrouve dans Manneville-ès-Plains (Seine-Maritime, Manonis villam vers 1023), dans Manonviller, Manoncourt, etc. Le second élément est l'ancien français vil[l]e au sens de « domaine rural », puis « village ». Ce type de toponyme s'est formé au haut Moyen Âge.
La micro-toponymie de la commune est riche avec des lieux dits oubliés comme la Justice, au Moulin Bois, au Pressoir, Dieulouard (Dieu le garde) etc. (Fig. 1).

## Histoire

### Antiquité et préhistoire
Les traces d'occupations humaines anciennes ne sont pas absentes puisqu' E OLRY signale la découverte de substructions non datées au lieu dit le Breuil sur la commune et que des artéfacts de l'age de pierre ont été trouvés sur la limite avec la commune de Lironville.

### Moyen Âge et Renaissance
Il est déjà parlé de Manonville dans une charte de l'empereur Othon II, en 977 par lequel il confirme les biens et privilèges de l'abbaye de Saint-Pierre de Metz et En 1105, le patronage de la cure fut donné à l'église Saint-Gengoult de Toul, par Pibon, évêque de cette ville.
À partir du XIIIe siècle des seigneurs de Manonville dont H. Lefevbre a détaillé la généalogie dans son ouvrage sont nommés dans les chroniques.  Depuis cette époque jusqu'à la Révolution, le château et la seigneurie ont été l'apanage de trois familles principalement, d'abord l'ancienne maison de Manonville éteinte depuis longtemps, jusqu'au milieu du XVe siècle. Louis XI roi de France, autorise alors son conseiller au pays d"Anjou à recevoir "les foi et hommage" de Jeanne de Manonville (fille de Jean et de Allarde de Chambley), veuve de Jean de Beauvau (1421 - 1468) pour le château de Rorthey. Puis la maison de Beauvau depuis le milieu du quinzième siècle jusqu'au commencement du dix-septième, et enfin la famille Barrois qui forma la seconde maison de Manonville, jusqu'à la Révolution.
Il y avait très anciennement à Manonville un hôpital Il était situé à l'extrémité du village à droite de la route en allant vers Noviant, le pressoir banal existe encore, il appartient au château (cf. rue du Pressoir), il y avait également deux moulins sur l'Esche dont un a laissé son empreinte cadastrale au lieu-dit Moulin au bois. La présence d'un gibet ou de fourches patibulaires est possible au lieu-dit la Justice
les habitants possédaient un droit d'usage sur un bois appelé la Rappe, de quatre-vingts arpents environ qui explique l'excroissance communale sur la carte (Fig. 1). L'église renfermait le tombeau d'Alophe de Beauvau, mort en 1548 et de Charles de Beauveau.
La construction du château qui servit de tous temps d'abri aux seigneurs de ce lieu remonterait au siècle des premiers barons, soit vers 1240 au plus tard.

## Politique et administration
| Période                                  | Période    | Identité       | Étiquette | Qualité                |
| ---------------------------------------- | ---------- | -------------- | --------- | ---------------------- |
| Les données manquantes sont à compléter. |            |                |           |                        |
| Après 1660                               | Avant 1722 | Joseph VIVILLE |           |                        |
| 1993                                     | 2014       | Denis Vautrin  |           |                        |
| avril 2014                               | mai 2020   | Patrick Thiery |           | Agriculteur exploitant |
| mai 2020                                 | En cours   | Hervé Dohr,    |           | Technicien             |

## Population et société

### Démographie
L'évolution du nombre d'habitants est connue à travers les recensements de la population effectués dans la commune depuis 1793. Pour les communes de moins de 10 000 habitants, une enquête de recensement portant sur toute la population est réalisée tous les cinq ans, les populations de référence des années intermédiaires étant quant à elles estimées par interpolation ou extrapolation. Pour la commune, le premier recensement exhaustif entrant dans le cadre du nouveau dispositif a été réalisé en 2004.

En 2022, la commune comptait 239 habitants, en évolution de −1,24 % par rapport à 2016 (Meurthe-et-Moselle : −0,13 %, France hors Mayotte : +2,11 %).
| 1793 | 1800 | 1806 | 1821 | 1831 | 1836 | 1841 | 1846 | 1851 |
| ---- | ---- | ---- | ---- | ---- | ---- | ---- | ---- | ---- |
| 232  | 260  | 292  | 262  | 296  | 300  | 307  | 304  | 298  |

| 1856 | 1861 | 1872 | 1876 | 1881 | 1886 | 1891 | 1896 | 1901 |
| ---- | ---- | ---- | ---- | ---- | ---- | ---- | ---- | ---- |
| 297  | 306  | 309  | 302  | 300  | 271  | 281  | 263  | 239  |

| 1906 | 1911 | 1921 | 1926 | 1931 | 1936 | 1946 | 1954 | 1962 |
| ---- | ---- | ---- | ---- | ---- | ---- | ---- | ---- | ---- |
| 253  | 227  | 235  | 224  | 204  | 226  | 211  | 222  | 189  |

| 1968 | 1975 | 1982 | 1990 | 1999 | 2004 | 2006 | 2009 | 2014 |
| ---- | ---- | ---- | ---- | ---- | ---- | ---- | ---- | ---- |
| 175  | 182  | 191  | 189  | 205  | 230  | 238  | 244  | 244  |

| 2019 | 2022 | - | - | - | - | - | - | - |
| ---- | ---- | - | - | - | - | - | - | - |
| 236  | 239  | - | - | - | - | - | - | - |

## Économie
L'abbé Grosse indique dans son dictionnaire statistique pour cette commune vers 1836 :
«Territ : 709 hect., dont 440 en terres labour., 200 en forêts, 30 en prés et 20 en vignes, dont les qualités ne sont pas vantées.»
Indiquant les traditions agricoles et viticoles du village avant les épidémies qui ont détruit les vignes du Toulois. (cf. vignoble lorrain).

### Secteur primaire ouAgriculture
Le secteur primaire comprend, outre les exploitations agricoles et les élevages, les établissements liés à l’exploitation de la forêt et les pêcheurs. D'après le recensement agricole 2010 du Ministère de l'agriculture (Agreste), la commune de Manonville était majoritairement orientée sur la production de céréales et d'oléagineux sur une surface agricole utilisée d'environ 434 hectares (en deçà de la surface cultivable communale) stable depuis 1988 - Le cheptel en unité de gros bétail s'est réduit de 79 à 53 entre 1988 et 2010. Il n'y avait plus que 2 exploitations agricoles ayant leur siège dans la commune employant 4 unités de travail.

## Culture locale et patrimoine

### Lieux et monuments

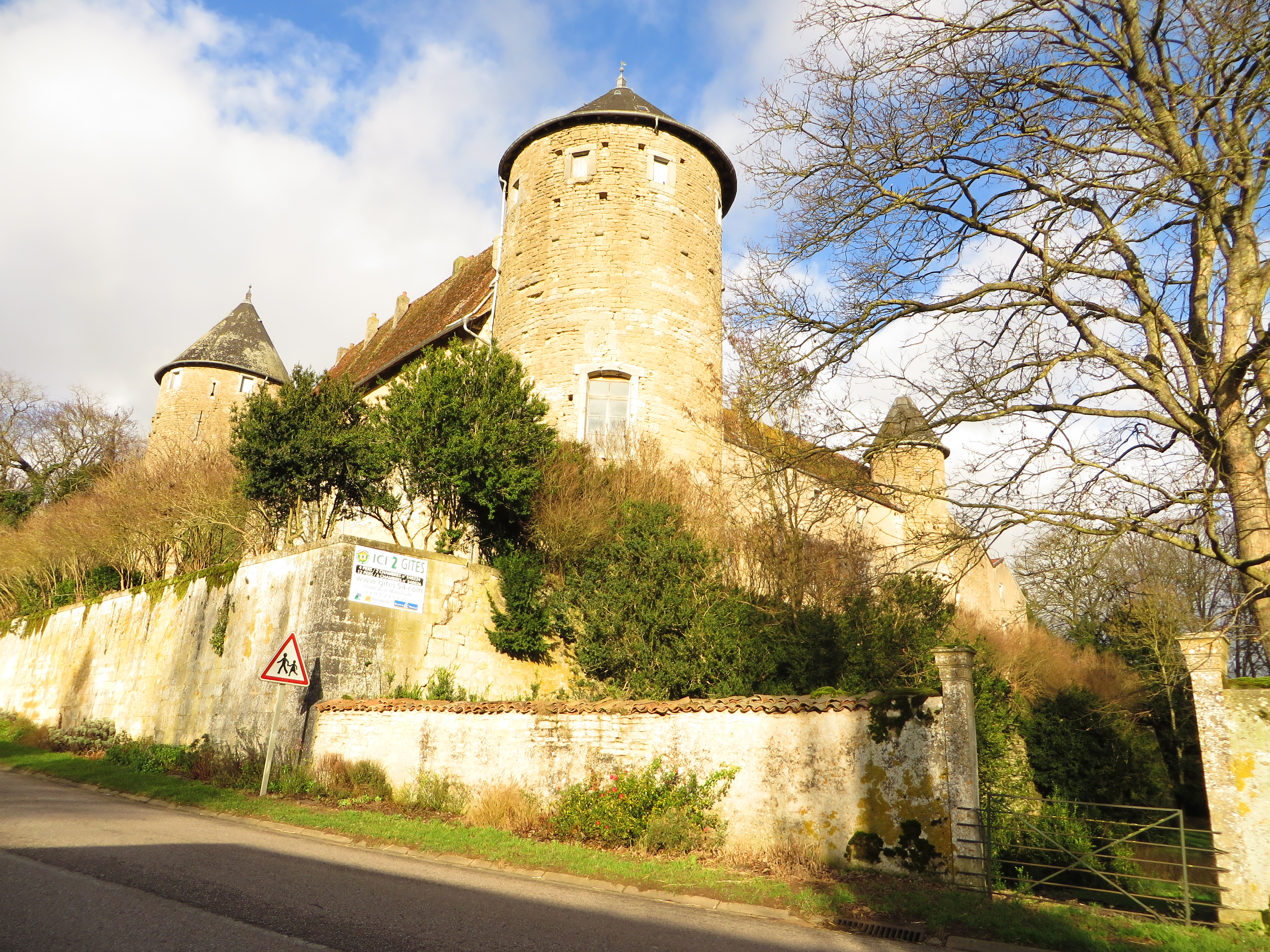
Château de Manonville.

- Château du Moyen Âge XIVe, ayant appartenu aux barons de Manonville[36] Jean IV de Beauvau et ses descendants, remanié XVe/XVIe, puis XVIIIe/XIXe (gîte rural) : enceinte fossoyée. Un donjon quadrangulaire existait vers le milieu de la cour, il disparut à la fin du XVIIe.
- Église Saint-Laurent XVIIIe : gisant XVIe.

### Personnalités liées à la commune
- Jean-Charles Louis Tardif d'Hamonville[37] (1830-1899) fut propriétaire du château de Manonville et y rassembla au XIXe siècle une importante collection ornithologique dont un inventaire a été constitué par le peintre animalier Roger Reboussin.

### Héraldique
| Blason de Manonville | Blason  | D'or à la croix de sable frettée d'argent, cantonnée de quatre lionceaux de gueules, armés, lampassés et couronnés d'argent. |
| Blason de Manonville | Détails | Il s'agit des armes des seigneurs de Manonville, d'ancienne chevalerie auxquelles on a ajouté les quatre lions du blason de la famille de Beauvau. En effet cette famille fut seigneur du lieu aux XVIe et XVIIe siècles. Ainsi les armes de la commune de Manonville sont différentes de celles de Domèvre-en-Haye, chef-lieu de canton. En effet, ce chef-lieu adopta en 1953 le blason des premiers seigneurs de Manonville à la croix frettée. Le statut officiel du blason reste à déterminer. |

Armoiries des seigneurs et barons de Manonville.